# 榮盛控股集團
浙江榮盛控股集團有限公司，簡稱浙江榮盛控股集團和榮盛集團（英語：Zhejiang Rongsheng Holding Group Co., Ltd.），在1989年，董事長李水榮於總部杭州蕭山成立前身「益農網絡化纖廠」，現時業務在中國內地和全球經營紡織品、石油化工和投資。

## 历史[2]
1989年，由李水榮於杭州蕭山成立前身「益農網絡化纖廠」。 
在1995年，由李水榮、李永慶、李成浩、倪信才、趙關龍、蕭山市益農鎮資產經營公司設立前身「蕭山市榮盛紡織有限公司」，總部位於杭州蕭山市，初期曾經經營紡織品產業。
1997年，紡織業轉為化纖行業。
2003年，更名為「榮盛化纖集團有限公司」。
2007年，更名為「榮盛化纖股份有限公司」；同年，更名為「榮盛石化股份有限公司」。
2010年，寧波聯合被浙江榮盛控股集團有限公司，收購寧波聯合持有29.9%的股份共计9041.76万股。
2010年11月12日，子公司榮盛石化於深圳證券交易所上市，招股定價為53.8元人民幣，股份數目為5.6億股，集資額為301.28億元人民幣，用作擴充產能。
2021年8月2日，浙江榮盛控股集團被美國財富雜誌全球500強，排名為255位，以447.259億美元營業額，利潤為6.265億美元，資產為407.494億美元，總合計股東權益為35.778億美元，股東權益收益率為17.5%，淨資產收益率為1.5%，營業額收益率為1.4%。
2022年8月3日，浙江榮盛控股集團被美國財富雜誌全球500強，排名為180位，較上年上升75位，以695.032億美元營業額，利潤為11.706億美元，資產為573.889億美元，總合計股東權益為48.493億美元，股東權益收益率為24.1%，淨資產收益率為2%，營業額收益率為1.7%。